# Kotaro Tanaka (jurist)
Kotaro Tanaka (Japans: 田中 耕太郎, Tanaka Kōtarō) (Kagoshima, 25 oktober 1890 - Tokio, 1 maart 1974) was een Japans rechtsgeleerde, politicus en rechter. Hij was van 1961 tot 1970 rechter bij het Internationale Gerechtshof.

## Levensloop
Tanaka studeerde af in rechtsgeleerdheid aan de Keizerlijke Universiteit van Tokio. Daarna studeerde hij commercieel recht in Europa en de Verenigde Staten.
Bij terugkeer werd hij hoogleraar commercieel recht en rechtsfilosofie aan de Keizerlijke Universiteit. Verder was hij in 1946 lid van het Hogerhuis (Kizokuin), in 1946 en 1947 Minister van Onderwijs en van 1950 tot 1960 rechter van het Opperste Gerecht. Van 1951 tot 1960 gaf hij hiernaast les aan de Japanse kroonprins en prinses.
Voor de periode van 1961 tot 1970 werd hij benoemd tot rechter van het Internationale Gerechtshof in Den Haag. Tijdens zijn termijn nam hij deel aan 8 geschillen en 12 opdrachten.
Vergelijkbaar met Alejandro Álvarez, rechter aan het Hof van 1946 tot 1955, was hij een voorpleiter van het loskoppelen van de door het Hof ingeslagen weg van het positivisme. Dit had het Hof geïnspireerd tot het betogen voor een concept omtrent internationaal recht. Hij waarschuwde ertegen terecht te komen in buitensporig veel juridisch formalisme en zogenoemd conceptuele jurisprudentie. Hij was meer pleitbezorger van sociologische en theologische benaderingen.
Tanaka vond het essentiële verschil tussen enerzijds recht en anderzijds politiek of bestuur het feit dat recht consequent een verschil dient te maken tussen wat goed en rechtvaardig (tertium non datur) en wat fout en onrechtvaardig is. Regeringen en besturen daarentegen willen bepaalde doelstellingen nastreven en keuzes maken vanuit werkbaarheid of efficiëntie.

## Erkenning
Tanaka werd meermaals onderscheiden. In 1934 ontving hij de Asahi-prijs, in 1960 werd hij opgenomen in de Orde van Culturele Verdienste, in 1964 en in 1970 in de Orde van de Rijzende Zon. Postuum werd hij op de dag van zijn overlijden opgenomen in de Chrysanthemumorde.
- CiNii: DA00778087
- Gemeinsame Normdatei: 138702497
- International Standard Name Identifier: 0000 0000 8372 4370
- Library of Congress Control Number: n82146381
- Bibliotheek van het Japanse parlement: 00081674
- Nationale Bibliotheek van Israël: 987007273734905171
- Nederlandse Thesaurus van Auteursnamen: 158566025
- Système universitaire de documentation: 178832820
- Virtual International Authority File: 35808329
- WorldCat: E39PBJmHFw33Crqd3cWBFqk4bd